# Ribera Salada
La Ribera Salada (al Solsonès, per on passa, se'l denomina en femení) és un riu del Solsonès, afluent per l'esquerra del Segre. Rep el seu nom a partir d'Aigüesjuntes, on conflueixen les aigües de la Riera de Canalda i del Riu Fred. Té una longitud d'uns 20 km (30,4 km sumant-hi el Riu Fred i 39,8 km sumant-hi la Riera de Canalda), i en el seu trajecte travessa terres dels municipis de Lladurs, Castellar de la Ribera i Bassella.
Des d'Aigüesjuntes agafa la direcció nord-sud per entrar immediatament a la Gorja del Clop. Al sortir-ne, passa per sota el Pont del Clop i continua el seu recorregut seguint l'esmentada direcció nord-sud fins que entra al terme municipal de Castellar de la Ribera pel Pla dels Roures.
Des d'Aigüesjuntes fins al Pla dels Roures rep les aigües del torrent Pregon, de la rasa de cal Reig i del barranc de Cabiscol pel seu costat dret i les del Riard, de la rasa de Socarrats i de la rasa de la Mosella per la banda esquerra.
Després de travessar el Pla dels Roures, entra al terme municipal de Castellar de la Ribera i agafa la direcció est-oest que mantindrà fins a la seva confluència amb el Segre, rep per l'esquerra les aigües de la rasa de Vilatobà, passa per sota els ponts del Molí de Querol on rep les aigües del barranc de Querol, la seva riba esquerra banya la falda de l'obaga de Ginestar al final de la qual, 100 m per sobre el nivell del riu, s'hi troba Ceuró davant del qual rep, per la dreta, les aigües del torrent de la Vila, i just abans de deixar es Solsonès, rep, també per la dreta, les aigües del torrent dels Llops.
Només penetrar a l'Alt Urgell rep, per l'esquerra, les aigües de la rasa de Villaró. Una mica més avall, deixa a la dreta el poble d'Ogern on rep les aigües d'El Baell. Uns 1.500 metres més avall, rep per la dreta les aigües de la Rasa de la Codina i, tot seguit, passa por sota d'Altés que es troba uns 80 metres per sobre la seva riba esquerra i acaba abocant per l'esquerra les aigües al Segre a Bassella, a uns 435 m d'altitud i després d'uns 20 km de recorregut des d'Aigüesjuntes en el cas que el pantà de Rialb no estigui pràcticament ple. En el cas que ho estigui, la Ribera Salada aboca les seves aigües a la cua d'aquest pantà 1,5 km abans de l'antiga confluència a 440 m d'altitud.
Rep el seu nom a causa que un dels corrents que l'originen, concretament el Riu Fred, neix de diverses fonts que sorgeixen en uns terrenys triàsics fortament salinitzats fins al punt que al seu pas per Cambrils les seves aigües van ser durant molts anys aprofitades per a l'obtenció de sal al Salí de Cambrils.
En molts documents antics aquest riu és anomenat riu d'Altès

## Coordenades d'alguns punts del seu curs
- Aigüesjuntes: 42° 5′ 12.90″ N, 1° 26′ 16.86″ E / 42.0869167°N,1.4380167°E
- Pont del Clop: 42° 4′ 24.83″ N, 1° 25′ 13.87″ E / 42.0735639°N,1.4205194°E
- Pla dels Roures: 42° 2′ 2.445″ N, 1° 29′ 26.04″ E / 42.03401250°N,1.4905667°E
- Molí de Querol: 42° 1′ 36.11″ N, 1° 23′ 59.07″ E / 42.0266972°N,1.3997417°E
- Ogern: 42° 1′ 20.73″ N, 1° 20′ 23.34″ E / 42.0224250°N,1.3398167°E
- Entrada a l'embassament de Rialb (Bassella): 42° 0′ 57.99″ N, 1° 18′ 17.96″ E / 42.0161083°N,1.3049889°E

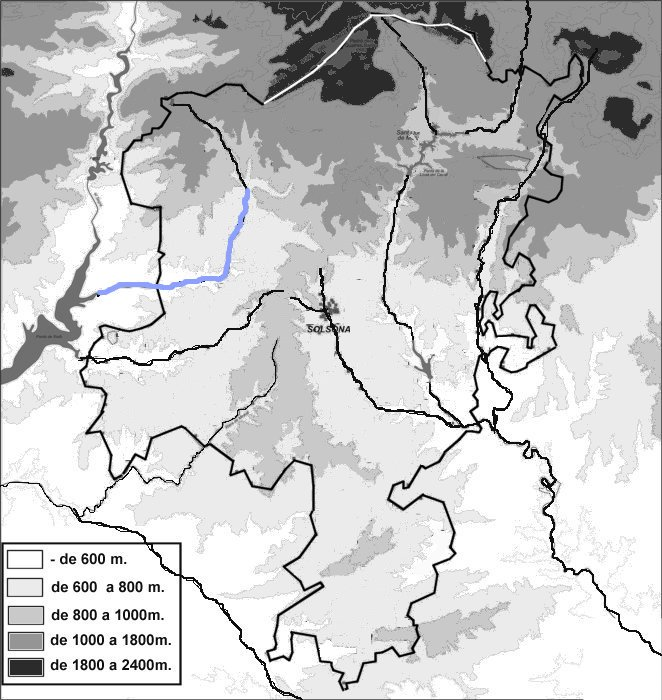
El curs de la Ribera Salada des d'Aigüesjuntes
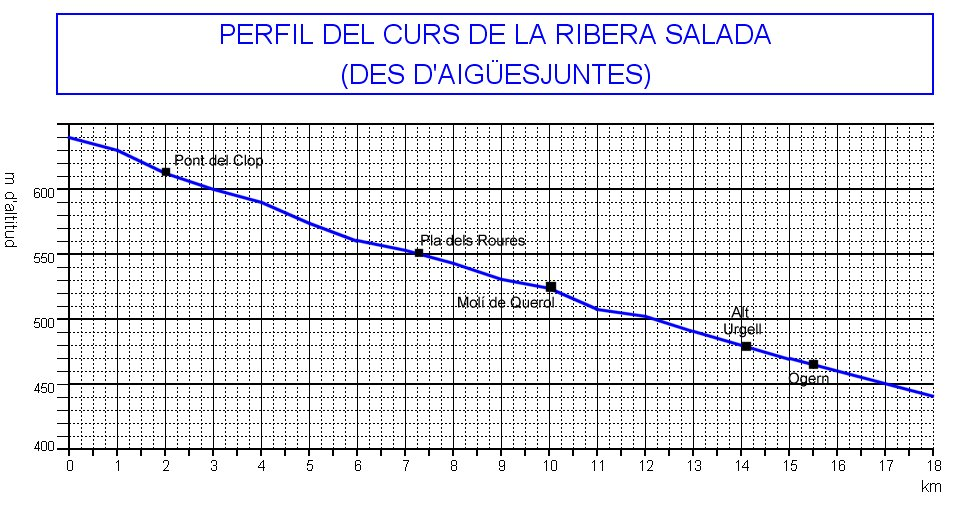
Perfil del curs de la Ribera Salada
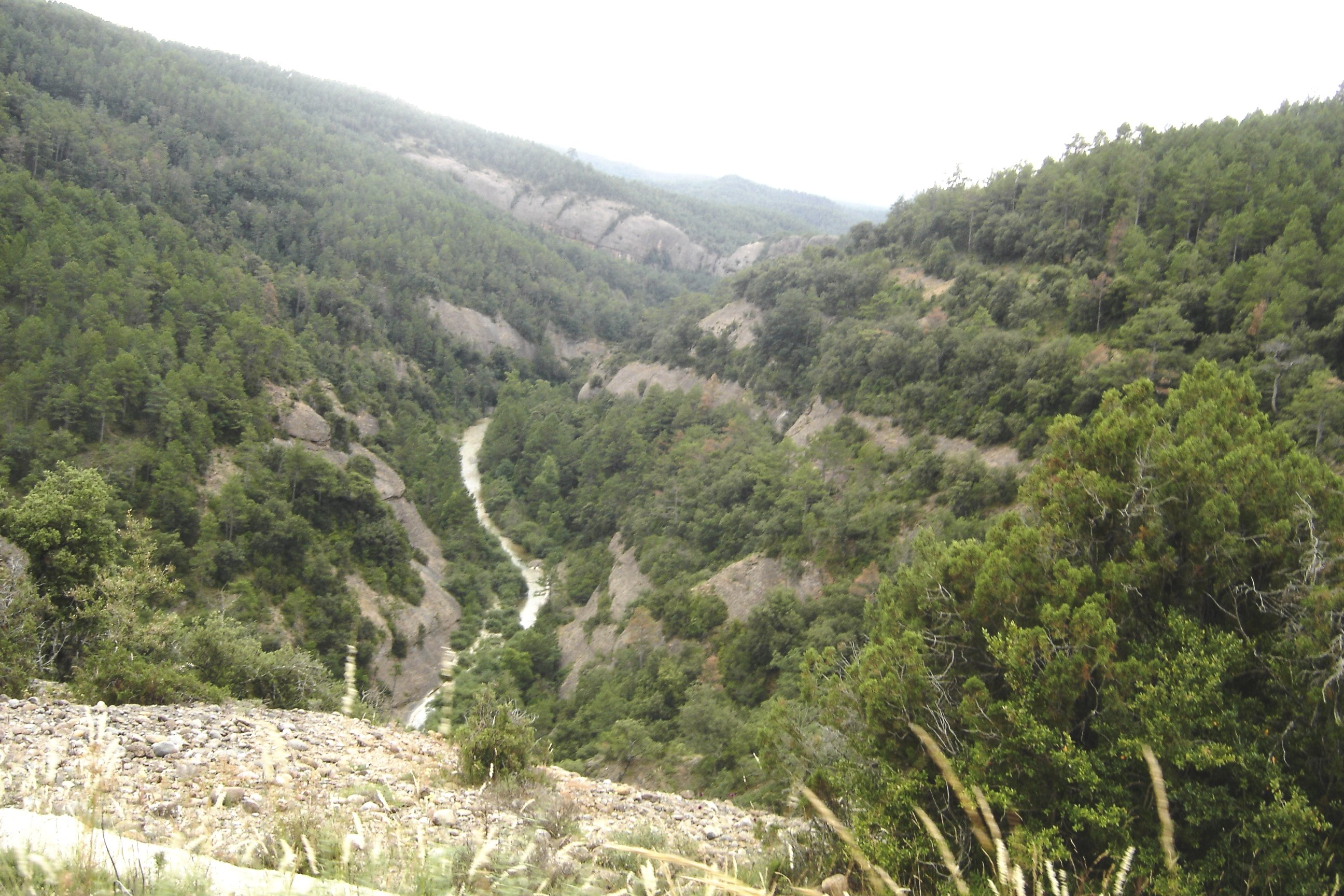
La Ribera Salada, després d'Aigüesjuntes (a la banda del peu de la foto) s'encamina cap a la Gorja del Clop
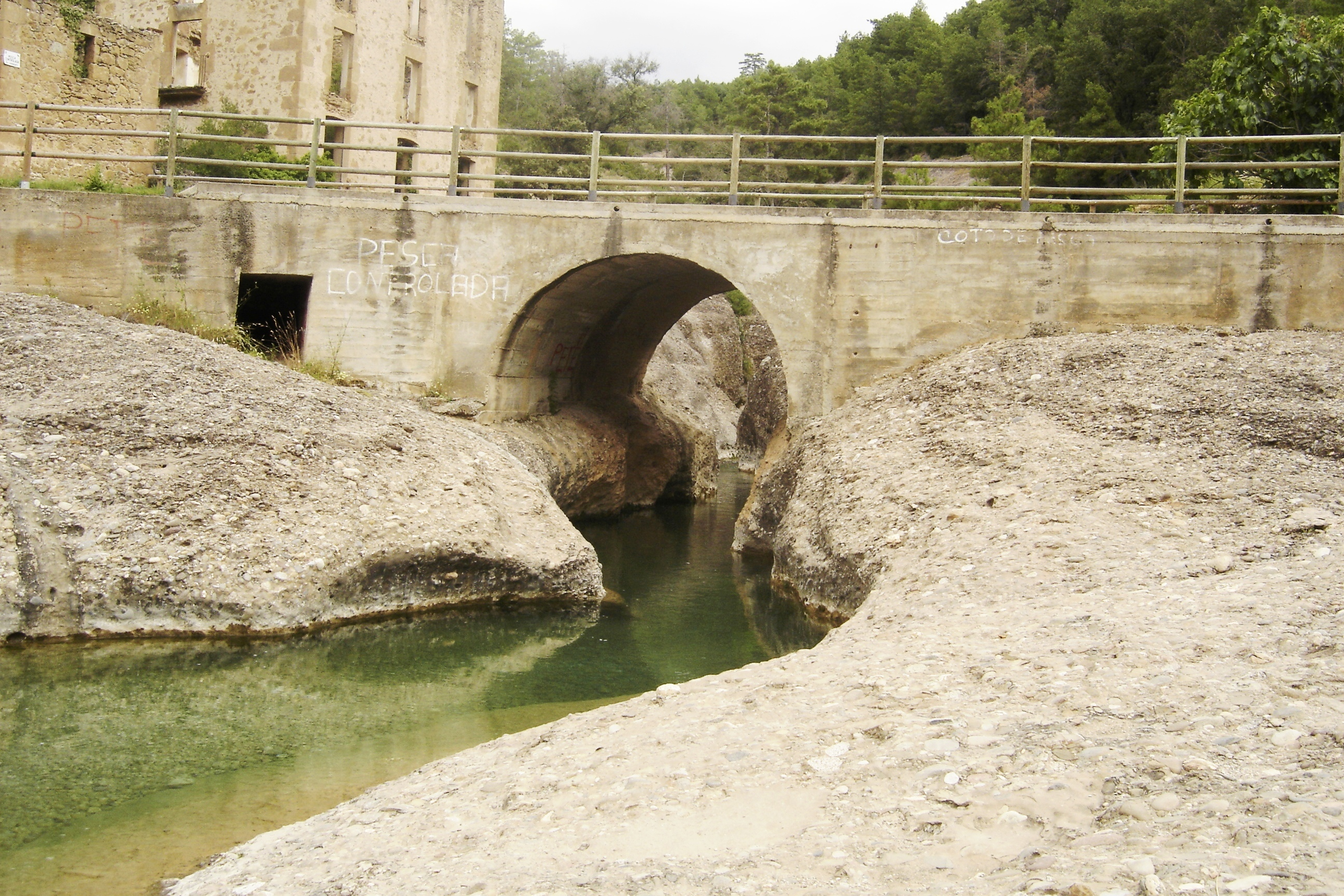
La Ribera Salada passant sota el Pont del Clop
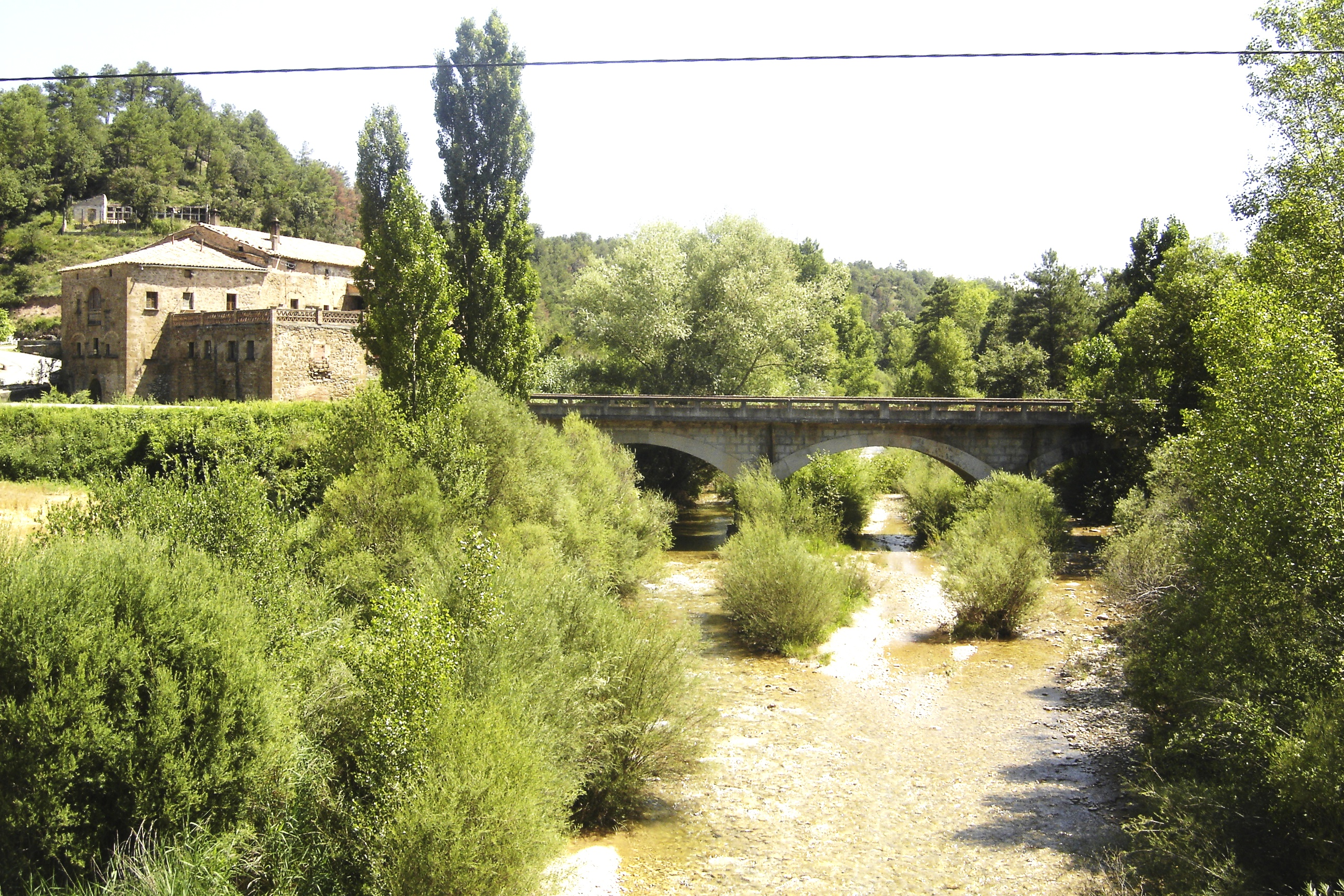
La Ribera Salada al seu pas pel Molí de Querol
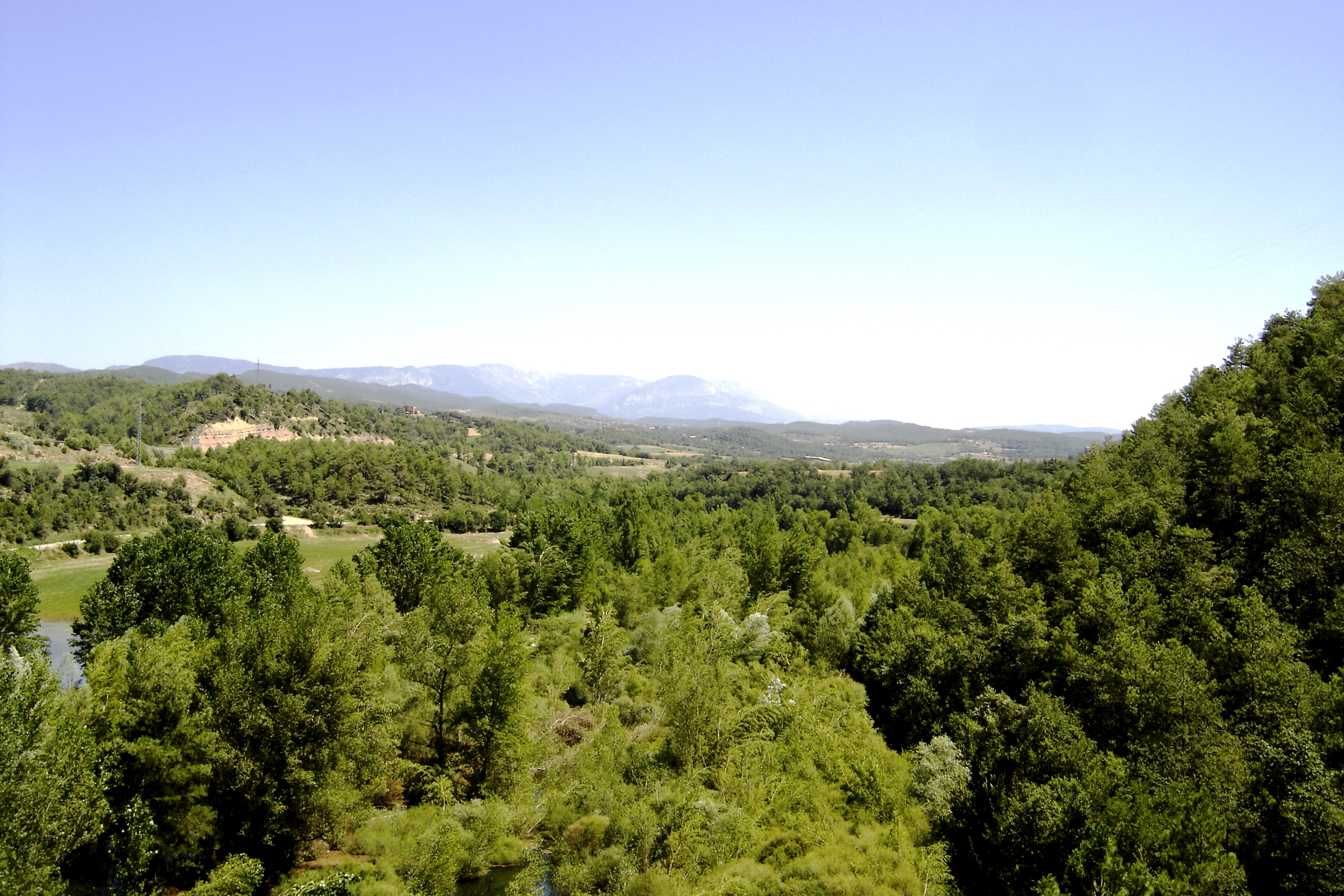
La vall del curs baix de la Ribera Salada. Al fons, el massís del Port del Comte on té la seva capçalera